# Плаћеници (филм)
Плаћеници (engl. The Expendables) је амерички акциони филм из 2010. године за који су сценарио написали Дејвид Калахам и Силвестер Сталоне који је уједно и режисер. Ради се о групи плаћеника који иду да сруше са власти војног диктатора у маленој јужноамеричкој држави. Филм представља посвету акционим филмовима из 1980-их и почетка 1990-их, а у њему глуми много акционих филмских ветерана из тог доба — Силвестер Сталоне, Арнолд Шварценегер, Брус Вилис, Долф Лундгрен, Мики Рорк, Џет Ли и Ерик Робертс, као и новије акционе звезде Џејсон Стејтам, Тери Круз, Стив Остин и Гари Данијелс. У филму глуми и Ренди Котур, вишеструки УФЦ-ов шампион.

## Радња
Група елитних плаћеника предвођена Барнијем Росом (Силвестер Сталоне) послата је у Аденски залив уз обалу Сомалије како би спречили локалне пирате да убију групу талаца. Након успешно обављеног задатка, тајанствени господин Чурч (Брус Вилис) им нуди да оду на неименовано јужноамеричко острво Вилена и сруше са власти локалног диктатора, генерала Гарзу (Дејвид Зајас).
Росов елитни тим убице чине Ли Крисмас (Џејсон Стејтам), бивши припадник Специјалних ваздухопловних снага који изврсно барата хладним оружјем; Јин Јанг (Џет Ли), мајстор за блиску борбу; Аве Цезаре (Тери Круз) који познаје Барнија десет година и специјалиста је за оружје дуге цеви; Тол Роуд (Ренди Котур), вешт у рушењу и сматра се мозгом групе; и Ганер Џенсен (Долф Лундгрен), борбени ветеран и стручњак за снајпере који се бори са сопственим демонима.
На извидничком задатку у Вилени, Барни и Крисмас састају се са контакт особом Сандром (Жизел Итије), припадницом локалног покрета отпора. Такође упознају бившег ЦИА агента и оперативца Џејмса Монроа (Ерик Робертс) и његовог плаћеника Пејна (Стив Остин) који су удружили снаге са диктаторским режимом генерала Гарзе. Када ствари крену по злу, Барни и Крисмас морају да оставе Сандру, осуђујући је тако на смрт.
Опседнут тим неуспехом, Барни уверава тим да се врате у Вилену, спасе заробљеницу и заврше започети задатак. А можда и да спаси сопствену душу.

## Улоге
| Улога         | Глумац             |
| ------------- | ------------------ |
| Барни Рос     | Силвестер Сталоне  |
| Ли Крисмас    | Џејсон Стејтам     |
| Јин Јанг      | Џет Ли             |
| Ганер Џенсен  | Долф Лундгрен      |
| Аве Цезаре    | Тери Круз          |
| Тол Роуд      | Ренди Котур        |
| Џејмс Монро   | Ерик Робертс       |
| Ден Пејн      | Стив Остин         |
| Тул           | Мики Рорк          |
| Британац      | Гари Данијелс      |
| Генерал Гарза | Давид Зајас        |
| Сандра        | Жизел Итије        |
| Лејси         | Каризма Карпентер  |
| Господин Черч | Брус Вилис         |
| Трент Маузер  | Арнолд Шварценегер |
| Вођа пирата   | Амин Џозеф         |
| Високи пират  | Сенио Амоаку       |
| Шајен         | Лорен Џоунс        |